# Dagobert-Thron

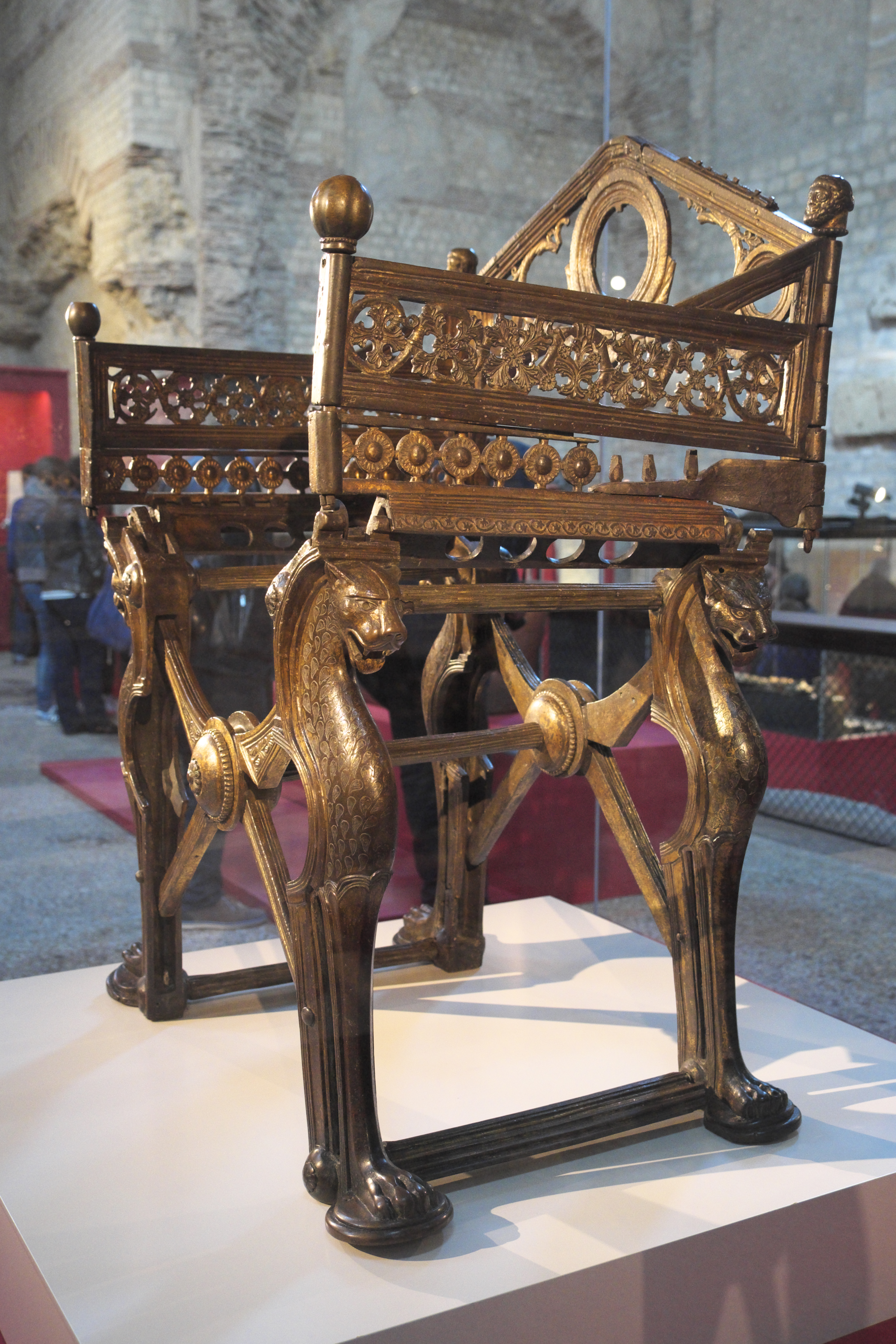
Dagobert-Thron, Cabinet des Médailles, Paris (hier ausgestellt im Musée national du Moyen Âge)

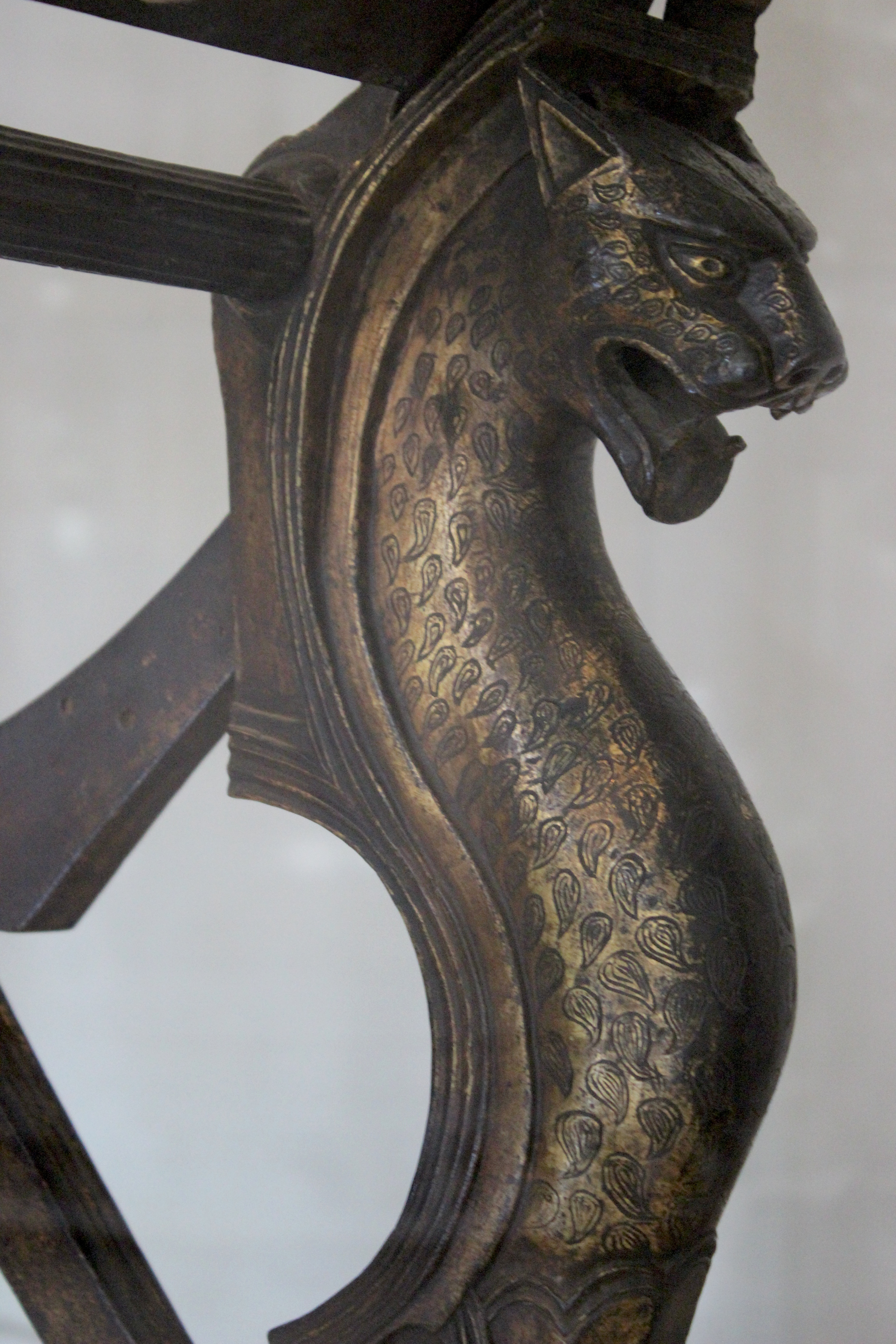
Detail: Panther-Protome

Der Dagobert-Thron ist ein aus Bronze gefertigtes frühmittelalterliches Faldistorium, ein als Scherenstuhl konstruierter Thron, der ursprünglich zwischen 800 und 850 wohl im Großraum Köln – Aachen – Lüttich entstanden und nach dem Merowingerkönig Dagobert I. benannt ist. Der Thron befindet sich heute im Cabinet des Médailles der Bibliothèque nationale de France in Paris und wird dort unter der Inventarnummer 55.651 aufbewahrt. Er ist als eines der bedeutendsten Kunstobjekte Frankreichs anzusehen.
Das als Reisethron konzipierte Faldistorium besteht aus mehreren nach und nach gefertigten Segmenten. Der unter lombardischem Einfluss gefertigte eigentliche Sitz samt Protomen in Gestalt von Großkatzen stellt den ältesten Bestandteil dar; letztere weisen einen deutlichen Bezug zum legendären Thron des Salomon auf. Nach wie vor sichtbare Goldspuren weisen zudem darauf hin, dass der Thronsitz ursprünglich einmal vergoldet gewesen sein muss.